# Ben Hope
Ben Hope ([peɲ hɔːp] en gaélico escocés: Beinn Hòb) es una montaña situada en el norte de Escocia. Es el Munro que está más al norte, alzándose sobre un terreno llano (páramo desigual, cubierto de turba) al sudeste de Loch Hope en Sutherland. La montaña tiene forma aproximada de cuña triangular, con una gran peña en el oeste, y dos hombros inferiores al sur y nordeste. Las flores alpinas son abundantes en la temporada, aunque la tierra sea muy rocosa.
La principal ruta hacia la cumbre empieza en Strathmore, al oeste de la montaña, siguiendo el burn (arroyo) Allt-na-caillich que fluye a través de un hueco en la peña que da al oeste. La ruta es escarpada y no expuesta, pero bien marcada. Acercarse desde el Este es raro, ya que hay una amplia extensión del páramo cubierto de brezo sin caminos en aquella dirección. El acercamiento desde el Norte no es posible para paseantes, no habiendo sendero abierto entre las peñas.
En un día claro la vista desde la cumbre incluye el Pentland Firth, Loch Eriboll y las cercanas montañas de Arkle y Foinaven.
Justo al sur de Allt-na-caillich, en la carretera de Strathmore road, está el broch de Dùn Dornaigil.